# Сили спеціальних операцій США
Си́ли спеціа́льних опера́цій США (англ. United States special operations forces) — активний та резервний компоненти військ спеціального призначення, які об'єднуються під головуванням Командування спеціальних операцій США для виконання різнорідних спеціальних операцій.

## Структура сил спеціальних операцій США
Компонентами сил спеціальних операцій Збройних сил США є:
- сили спеціальних операцій армії США (англ. United States Army Special Forces) під керівництвом Командування спеціальних операцій армії США;
- сили військово-морських спеціальних операцій ВМС США на чолі з Командуванням військово-морських спеціальних операцій ВМС США;
- сили спеціальних операцій Повітряних сил США під керівництвом Командування спеціальних операцій Повітряних сил США;
- сили спеціальних операцій Корпусу морської піхоти США під керівництвом Командування сил спеціальних операцій корпусу морської піхоти США.

## Основні принципи сил спеціальних операцій США
Основні принципи ССО США:
- люди завжди важливіші за «залізо»;
- ССО не продукт масового виробництва;
- якість краща за кількість;
- компетентні ССО не ті, які створюються тоді, коли подія вже трапилася.